# Mantovsko jezero
Mantovsko jezero (mak. езеро Мантово), je umjetno jezero u jugoistočnom dijelu Republike Makedonije,  u maloj općini Konče, na putu između Štipa i Radoviša na rijeci Krivoj Lakavici, na nadmorskoj visini od 402, 5 m.
Jezero je dobiveno podizanjem brane 1978., kapacitet ove akomulacije je 49 milijuna m3 vode.
Površina jezera je 4,94 km2, dužina jezera je 5,5 km, a prosječna širina je 0,8 km. Najveća dubina jezera je 20 m (odmah do brane).

## Vanjske poveznice
|  | Zajednički poslužitelj ima još gradiva o temi Mantovsko jezero |